# Kostel svatého Václava na Chloumku
Kostel svatého Václava na Chloumku je římskokatolický poutní kostel na vrchu Chloumek v obci Habřina. Je chráněn jako kulturní památka České republiky.

## Historie
Původně gotický kostelík, později přestavěn barokně. O vzniku kostela se traduje pověst, podle které je založení spjato se vpádem vojska polského knížete Boleslava III., provázeného českým knížetem Soběslavem, proti českému knížeti Vladislavovi I. do Čech roku 1110. Nedaleko vršku u vsi Račice a říčky Trotiny byla 8. října 1110 svedena tzv. bitva na Trotině, během níž byl zraněn neznámý český zeman. Nepřátelskými ozbrojenci byl pronásledován až na úbočí Chloumku. Zde se schoval do jezevčí nory a zachránil si tak život. Z vděčnosti nechal postavit dřevěnou kapli zasvěcenou sv. Václavu.
Kaple je písemně připomínána roku 1295, roku 1357 je zde uváděn farní kostel a roku 1411 je tu vladykou Petrem z Habřiny zřízeno kaplanství.

## Stavba
Jednolodní stavba s předsíní na jižní straně a sakristií na straně severní. Kněžiště je uzavřené polygonálně se dvěma segmentovanými okny a je oddělené od hlavní lodi triumfálním obloukem. Loď je sklenutá valenou klenbou s výsečemi. Kruchta je kamenná, trojramenná, spočívající na archivoltách a toskánských sloupech a polosloupech.
Do dnešní podoby byl kostel přestavěn pravděpodobně na přelomu 16. a 17. století, poslední zásadní úprava je podle klenáku nad hlavním vchodem datována do roku 1702.
Původní dřevěnou zvonici nahradila zděná v roce 1870, v roce 1890 byl v jejím přístavku zřízen byt hrobníka.

## Interiér
Původní zařízení je dřevěné, barokní. Hlavní oltář téměř bez výzdoby, neboť po roce 1990 byl kostel několikrát vyloupen. Varhany byly naposledy rozebrány a vyčištěny v roce 1938. Vedle oltáře je do zdi vsazen náhrobník s reliéfem Bedřicha Rodovského z Hustířan s vročením 1591, opravený v roce 1988. Další náhrobníky členů rodu Rodovských z Hustířan jsou vsazeny do venkovních zdí kostela.

### Varhany
V kostele se nacházejí jednomanuálové varhany s pneumatickou trakturou a výpustkovou vzdušnicí z roku 1905 od varhanářů bratří Paštiků, které jsou ale v současné době ve špatném technickém stavu. Dispozice varhan je následující:
| I. manuál C–f3 |            |    |
| 1.             | Principal  | 8′ |
| 2.             | Kryt       | 8′ |
| 3.             | Salicional | 8′ |
| 4.             | Oktáva     | 4′ |

| Pedál C–d1 |        |     |
| 5.         | Subbas | 16′ |

Nástroj má dále pedálovou a oktávovou spojku a pevné kombinace Piano-Forte-Pleno.

## Bohoslužby
Poutní mše na sv. Václava v 10.00.

## Galerie

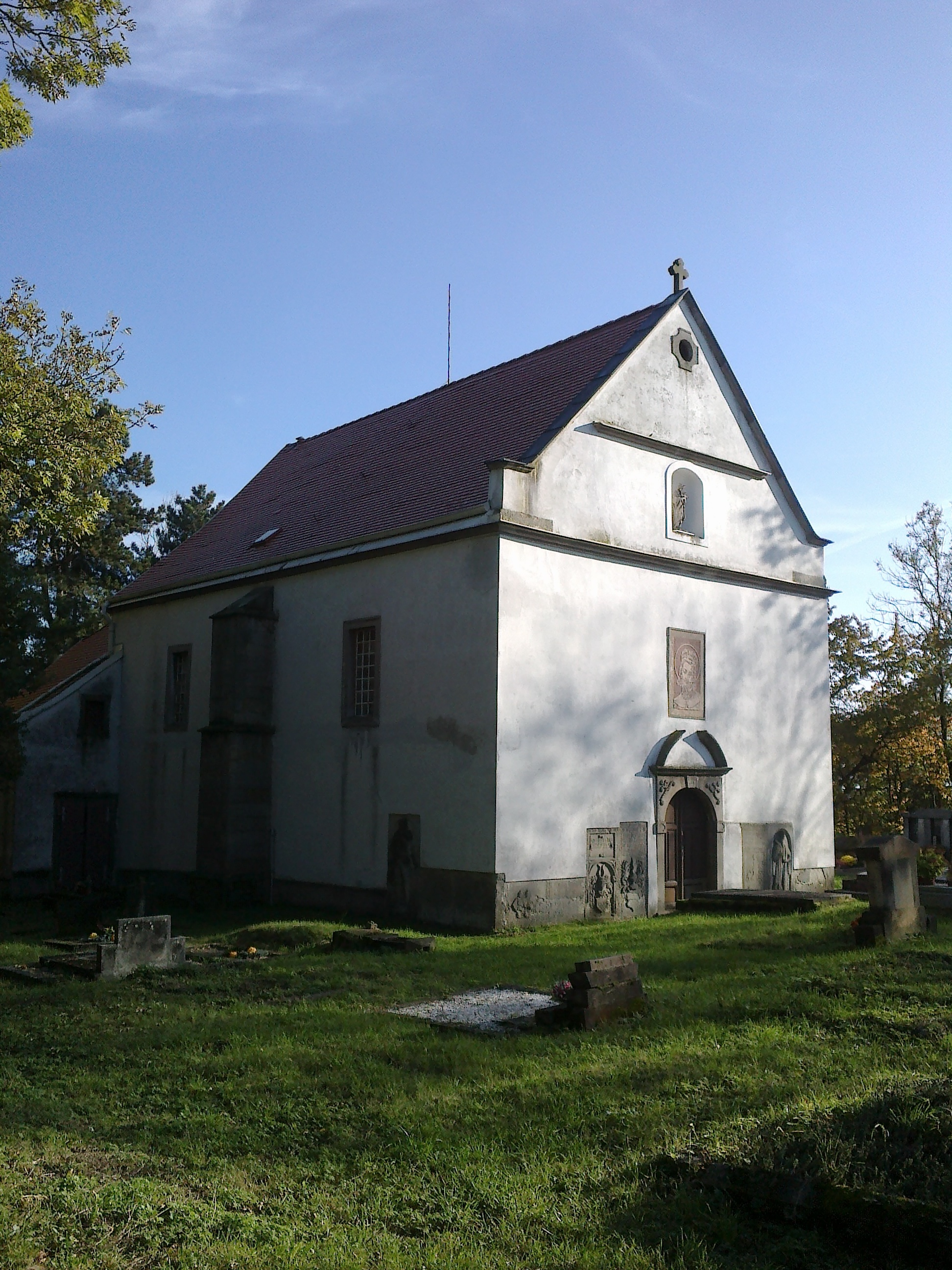
Kostel
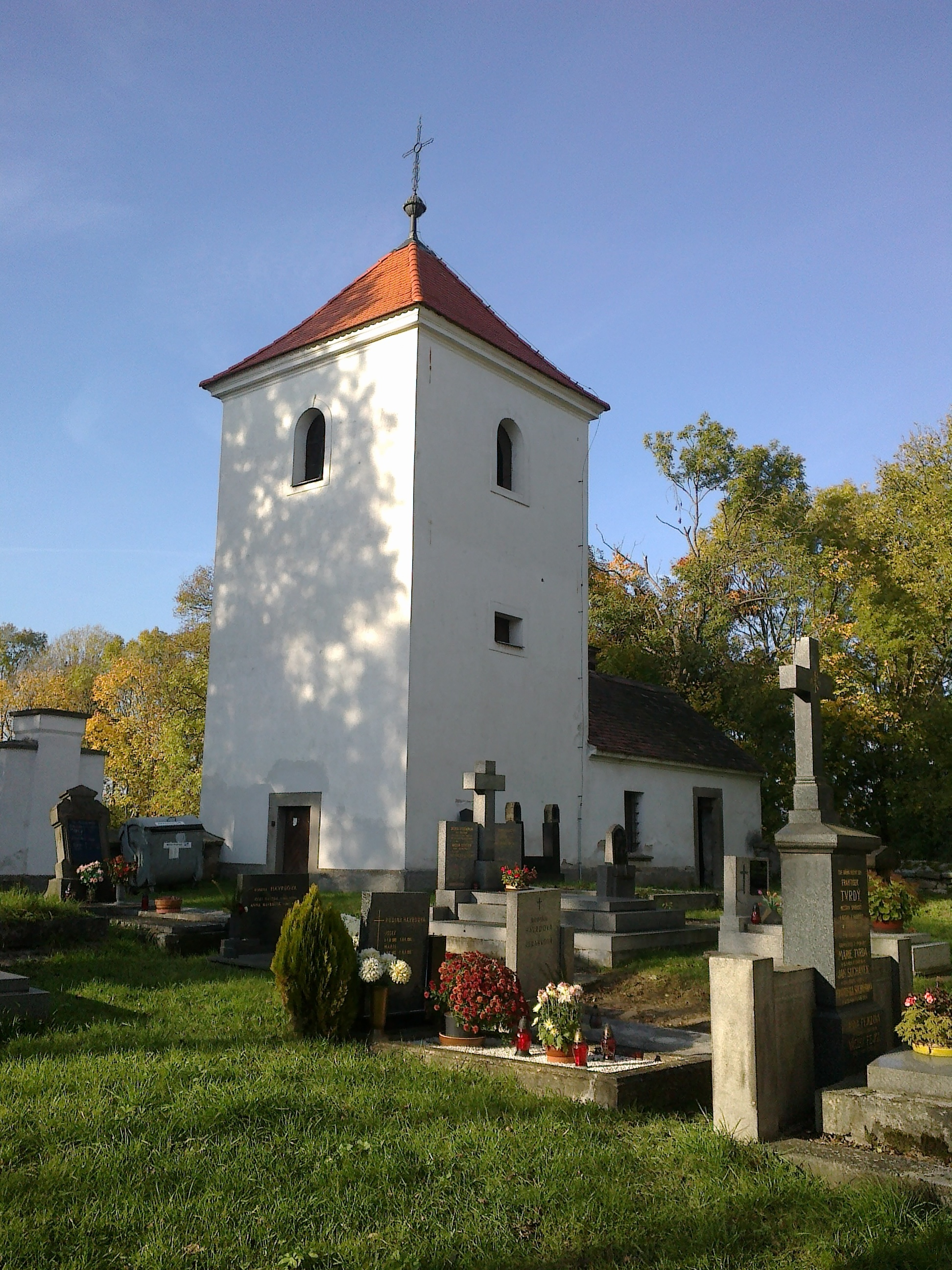
Věž
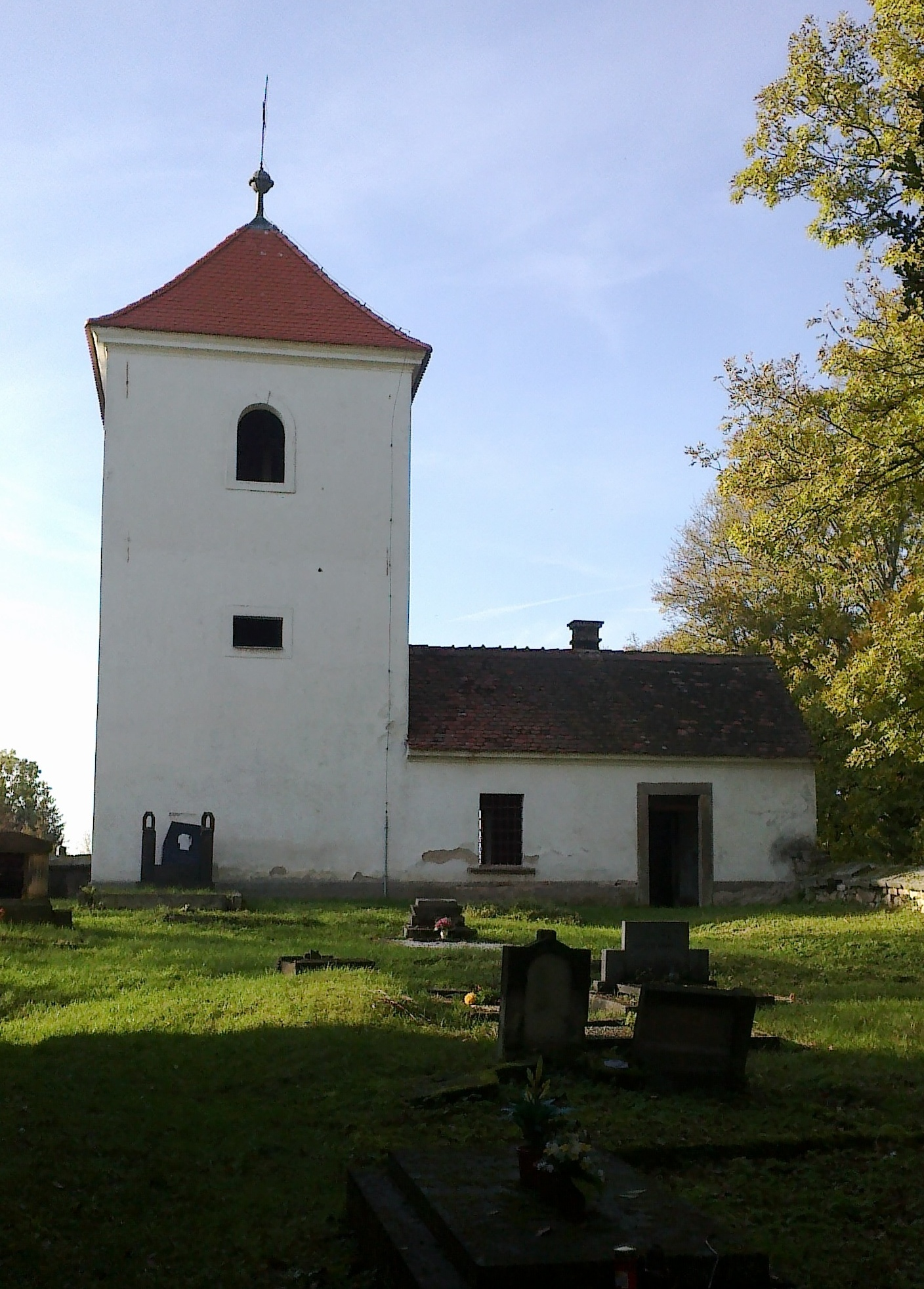
Věž
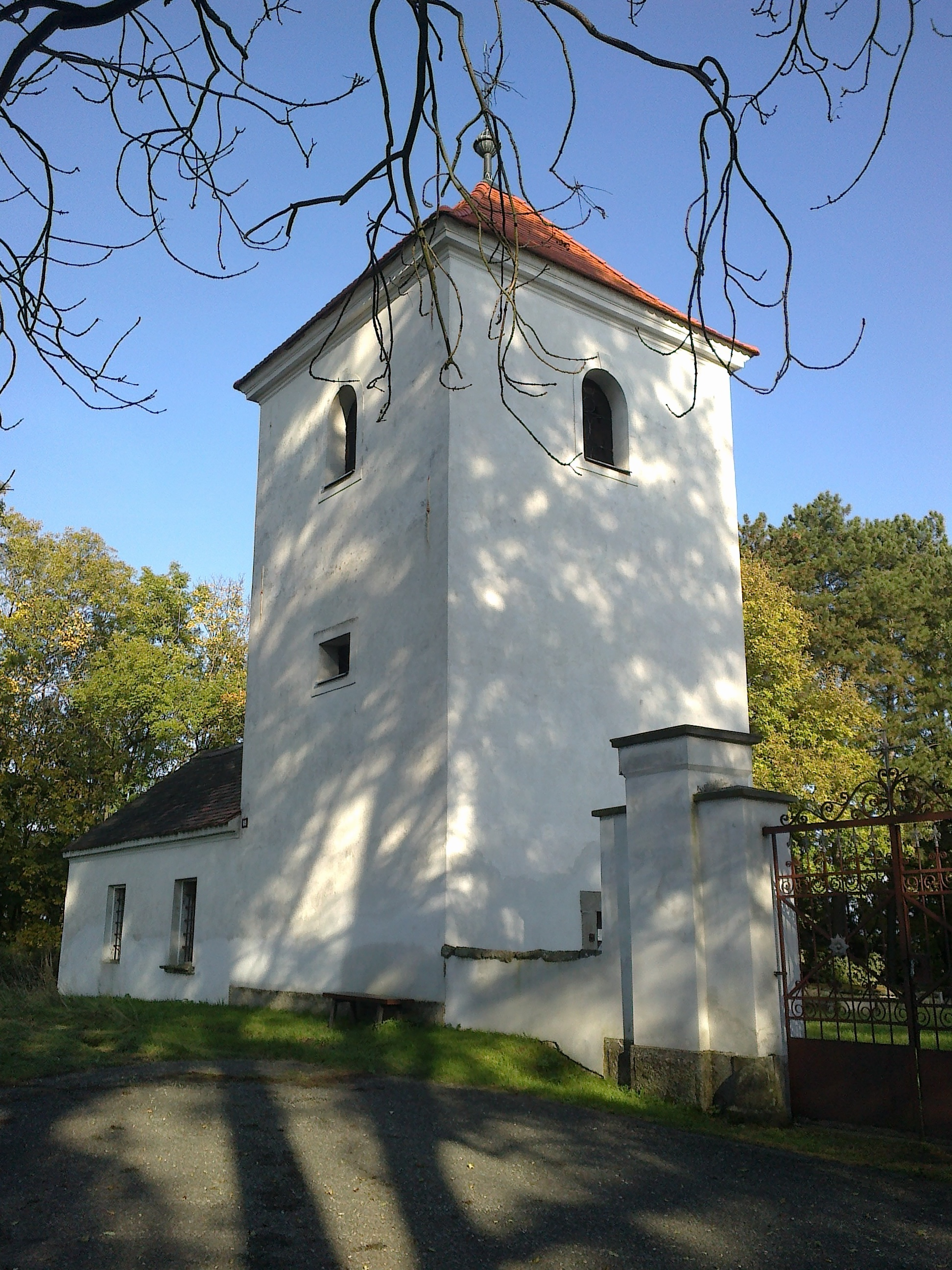
Věž s bránou
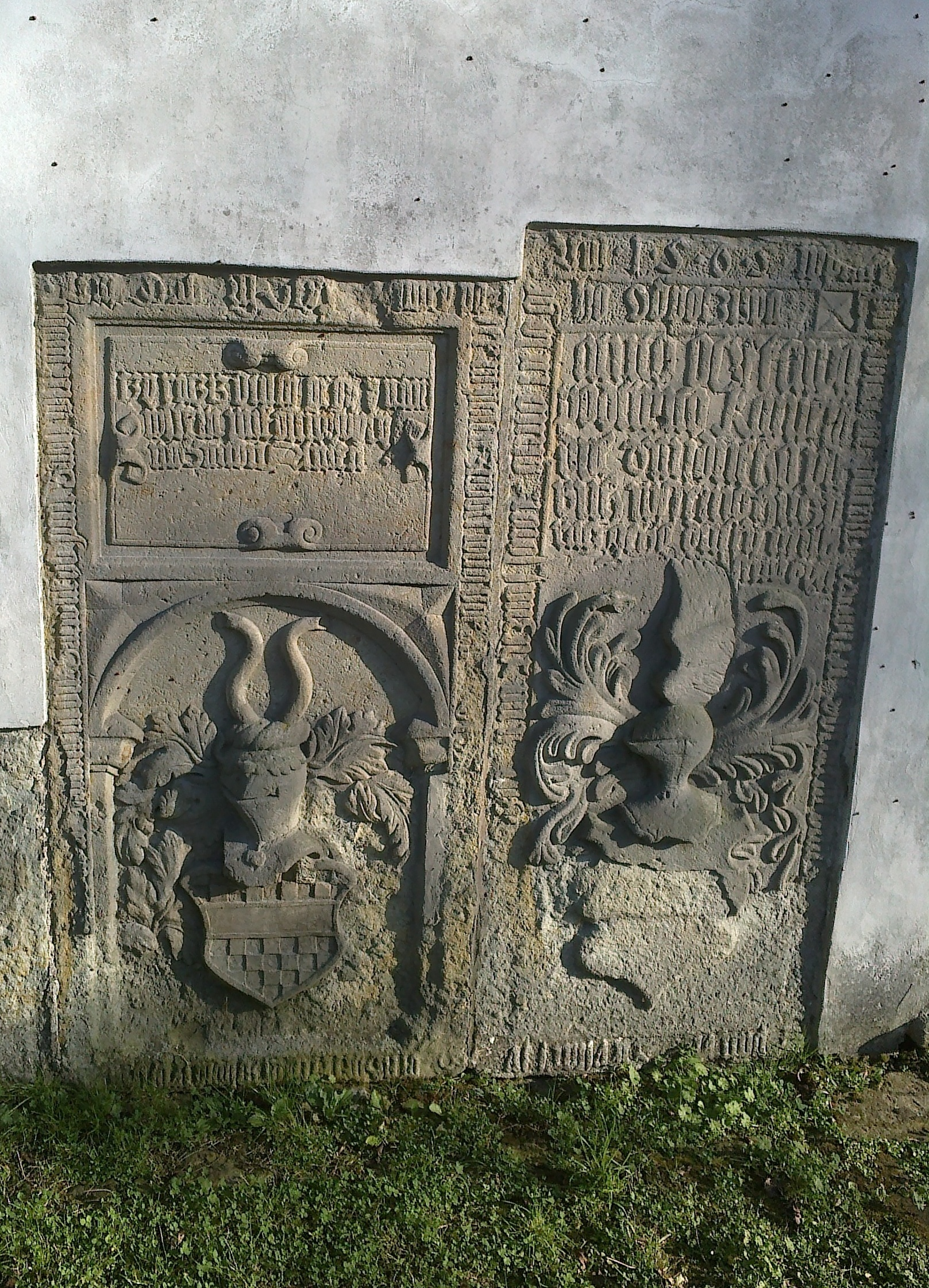
Detail
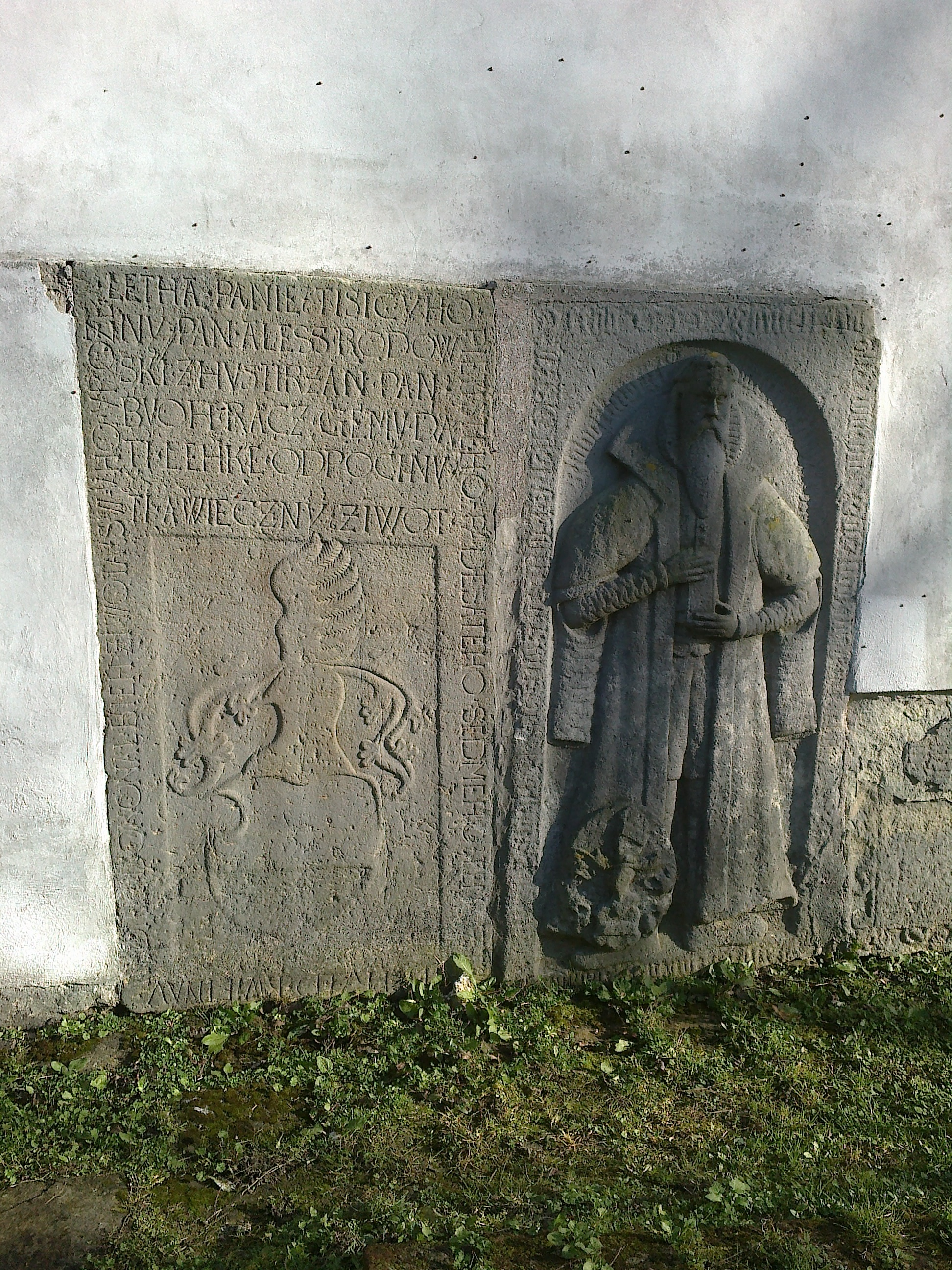
Detail
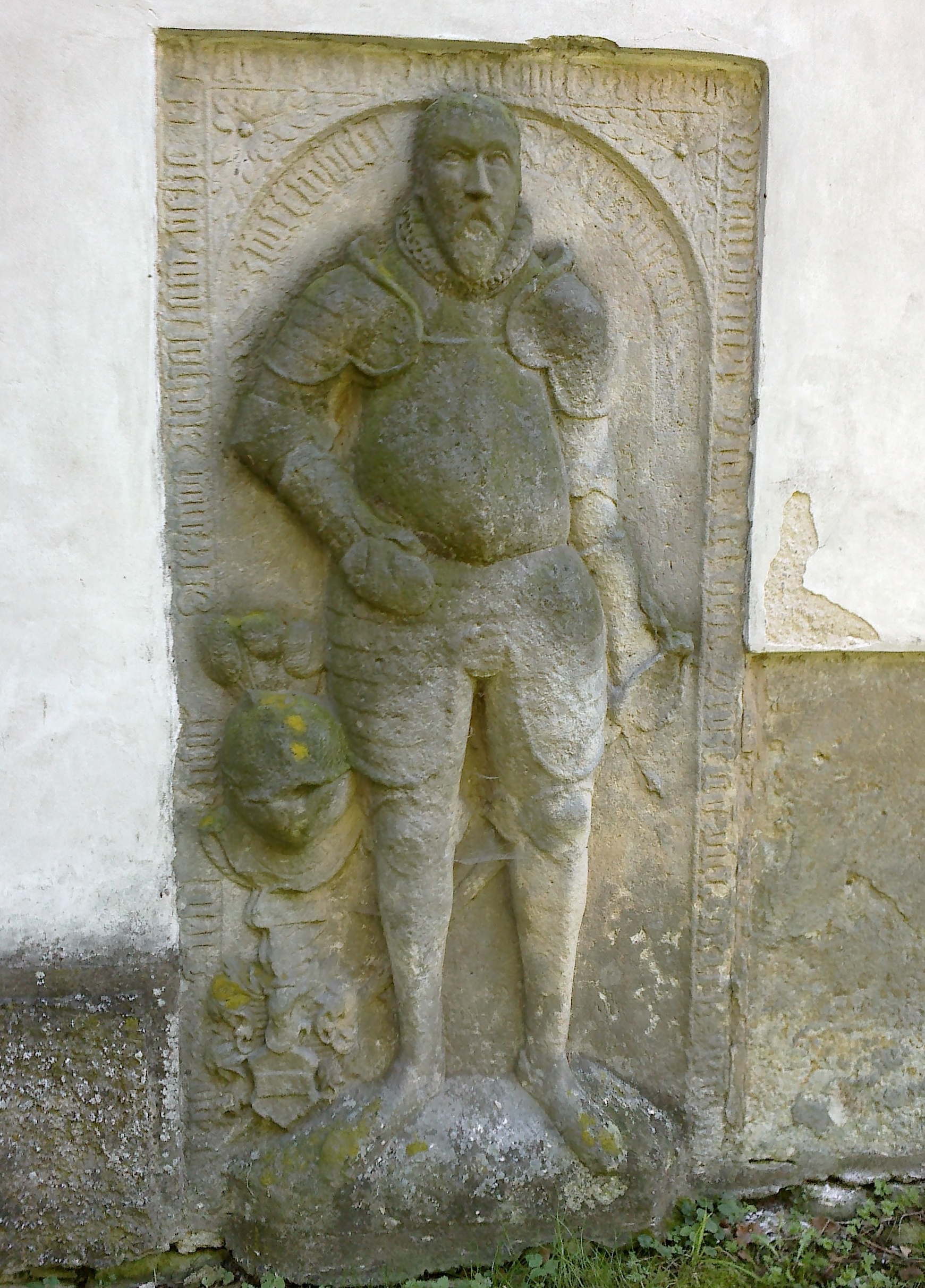
Detail